# Henry Tibbats Stainton
Henry Tibbats Stainton (Londres, 13 de agosto de 1822 - Londres, 2 de diciembre de 1892) fue un entomólogo británico.

## Biografía
Stainton fue el autor del Manual of British Butterflies and Moths (1857-59) y junto con el entomólogo alemán Philipp Christoph Zeller, el suizo, Heinrich Frey y otro británico, John William Douglas los autores de The Natural History of the Tineina (1855-73).

## Abreviatura (zoología)
La abreviatura Stainton  se emplea para indicar a Henry Tibbats Stainton como autoridad en la descripción y taxonomía en zoología.

- Datos: Q2616453
- Multimedia: Henry Tibbats Stainton / Q2616453
- Especies: Henry Tibbats Stainton